# Manchester 62 FC
Manchester 62 FC är en fotbollsklubb från Gibraltar. Klubben var tidigare känd som Manchester United FC som en hyllning till den mer kända klubben, Manchester United FC. Man bytte till det nuvarande namnet säsongen 2013/2014, klubbens emblem ändrades också för att spegla namnbytet, hemmaarenan är Victoria Stadium som delas med resten av klubbarna (inklusive landslaget) i det brittiska territoriet.

## Historia
Klubben grundades 1962 som Manchester United FC, uppkallad efter den engelska klubben Manchester United FC av en grupp supportrar, tränaren Matt Busby (för den engelska klubben) gav dem tillåtelse att använda namnet. Klubben spelar för närvarande i Gibraltar Premier Division, Gibraltars högsta nivå i fotboll.
Från och med säsongen 2013/2014 är klubben känd som Manchester 62 FC. En lyckad första säsong under detta namn resulterade i en andraplats, klubben misslyckades däremot att upprepa bedriften säsongen efter och slutade då i mitten av tabellen.

## Placering senaste säsonger
| Säsong  | Nivå | Liga             | Placering | Referens | Notering                        |
| ------- | ---- | ---------------- | --------- | -------- | ------------------------------- |
| 2013/14 | 1    | Premier Division | 2         | [ 4 ]    |                                 |
| 2014/15 | 1    | Premier Division | 5         | [ 5 ]    |                                 |
| 2015/16 | 1    | Premier Division | 6         | [ 6 ]    |                                 |
| 2016/17 | 1    | Premier Division | 9         | [ 7 ]    | Nedflyttningskval               |
| 2017/18 | 1    | Premier Division | 10        | [ 8 ]    | Nedflyttad till Second Division |
| 2018/19 | 2    | Second Division  | 4         | [ 9 ]    | Uppflyttad till National league |
| 2019/20 | 1    | National League  | P         | [ 10 ]   | Coronaviruspandemin 2019–2021   |
| 2020/21 | 1    | National League  | 9         | [ 11 ]   |                                 |
| 2021/22 | 1    | National League  | 7         | [ 12 ]   |                                 |
| 2022/23 | 1    | National League  | 8         | [ 13 ]   |                                 |
| 2023/24 | 1    | National League  | 6         | [ 14 ]   |                                 |
| 2024/25 | 1    | National League  |           | [ 15 ]   |                                 |